# Autumn Classic International 2021
Autumn Classic International 2021 – drugie zawody łyżwiarstwa figurowego z cyklu Challenger Series 2021/2022. Zawody rozgrywano od 15 do 18 września 2021 roku w hali Sportplexe Pierrefonds w Pierrefonds.
W konkurencji solistów zwyciężył Kanadyjczyk Conrad Orzel, zaś w konkurencji solistek reprezentantka Cypru Marilena Kitromilis. Wśród par sportowych triumfowali Japończycy Riku Miura i Ryuichi Kihara, zaś w parach tanecznych reprezentanci Kanady Piper Gilles i Paul Poirier.

## Rekordy świata
| Rekordy świata (GOE±5) na moment rozpoczęcia zawodów (stan na 15 września 2021): | Rekordy świata (GOE±5) na moment rozpoczęcia zawodów (stan na 15 września 2021): | Rekordy świata (GOE±5) na moment rozpoczęcia zawodów (stan na 15 września 2021): | Rekordy świata (GOE±5) na moment rozpoczęcia zawodów (stan na 15 września 2021): | Rekordy świata (GOE±5) na moment rozpoczęcia zawodów (stan na 15 września 2021): | Rekordy świata (GOE±5) na moment rozpoczęcia zawodów (stan na 15 września 2021): |
| Konkurencja                                                                      | Segment                                                                          | Zawodnicy                                                                        | Punkty                                                                           | Zawody                                                                           | Data                                                                             |
| -------------------------------------------------------------------------------- | -------------------------------------------------------------------------------- | -------------------------------------------------------------------------------- | -------------------------------------------------------------------------------- | -------------------------------------------------------------------------------- | -------------------------------------------------------------------------------- |
| Soliści                                                                          | Nota łączna                                                                      | Nathan Chen                                                                      | 335,30                                                                           | Finał Grand Prix 2019                                                            | 7 grudnia 2019                                                                   |
| Soliści                                                                          | Program dowolny                                                                  | Nathan Chen                                                                      | 224,92                                                                           | Finał Grand Prix 2019                                                            | 7 grudnia 2019                                                                   |
| Soliści                                                                          | Program krótki                                                                   | Yuzuru Hanyū                                                                     | 111,82                                                                           | Mistrzostwa czterech kontynentów 2020                                            | 7 lutego 2020                                                                    |
| Solistki                                                                         | Nota łączna                                                                      | Alona Kostornoj                                                                  | 247,59                                                                           | Finał Grand Prix 2019                                                            | 7 grudnia 2019                                                                   |
| Solistki                                                                         | Program dowolny                                                                  | Aleksandra Trusowa                                                               | 166,62                                                                           | Skate Canada International 2019                                                  | 26 października 2019                                                             |
| Solistki                                                                         | Program krótki                                                                   | Alona Kostornoj                                                                  | 85,45                                                                            | Finał Grand Prix 2019                                                            | 6 grudnia 2019                                                                   |
| Pary sportowe                                                                    | Nota łączna                                                                      | Sui Wenjing / Han Cong                                                           | 234,84                                                                           | Mistrzostwa świata 2019                                                          | 21 marca 2019                                                                    |
| Pary sportowe                                                                    | Program dowolny                                                                  | Sui Wenjing / Han Cong                                                           | 155,60                                                                           | Mistrzostwa świata 2019                                                          | 21 marca 2019                                                                    |
| Pary sportowe                                                                    | Program krótki                                                                   | Aleksandra Bojkowa / Dmitrij Kozłowskij                                          | 82,34                                                                            | Mistrzostwa Europy 2020                                                          | 22 stycznia 2020                                                                 |
| Pary taneczne                                                                    | Nota łączna                                                                      | Gabriella Papadakis / Guillaume Cizeron                                          | 226,61                                                                           | NHK Trophy 2019                                                                  | 23 listopada 2019                                                                |
| Pary taneczne                                                                    | Taniec dowolny                                                                   | Gabriella Papadakis / Guillaume Cizeron                                          | 136,58                                                                           | NHK Trophy 2019                                                                  | 23 listopada 2019                                                                |
| Pary taneczne                                                                    | Taniec rytmiczny                                                                 | Gabriella Papadakis / Guillaume Cizeron                                          | 90,03                                                                            | NHK Trophy 2019                                                                  | 22 listopada 2019                                                                |

## Wyniki

### Soliści
Konkurencja nie została zaliczona do cyklu Challenger Series.
| Poz. | Zawodnik       | Nota łączna | SP  | SP    | FS  | FS     |
| ---- | -------------- | ----------- | --- | ----- | --- | ------ |
| 1    | Conrad Orzel   | 207,31      | 1   | 80,82 | 1   | 126,49 |
| 2    | Bennet Toman   | 172,33      | 2   | 63,30 | 2   | 109,03 |
| 3    | Beres Clements | 153,48      | 3   | 55,48 | 3   | 98,00  |
| WD   | Samuel Angers  | DNS         | DNS | DNS   | DNS | DNS    |
| WD   | Nam Nguyen     | DNS         | DNS | DNS   | DNS | DNS    |

### Solistki
| Poz. | Zawodniczka         | Nota łączna | SP | SP    | FS | FS     |
| ---- | ------------------- | ----------- | -- | ----- | -- | ------ |
| 1    | Marilena Kitromilis | 180,72      | 1  | 61,33 | 2  | 119,39 |
| 2    | You Young           | 180,25      | 3  | 60,66 | 1  | 119,59 |
| 3    | Wi Seoyeong         | 173,69      | 2  | 60,67 | 4  | 113,02 |
| 4    | Karen Chen          | 173,00      | 5  | 58,01 | 3  | 114,99 |
| 5    | Starr Andrews       | 155,25      | 4  | 59,21 | 7  | 96,04  |
| 6    | Lee Si-won          | 153,70      | 7  | 52,31 | 5  | 101,39 |
| 7    | Emily Bausback      | 149,32      | 9  | 51,61 | 6  | 97,71  |
| 8    | Gabrielle Daleman   | 146,51      | 8  | 51,84 | 8  | 94,67  |
| 9    | Eliška Březinová    | 141,37      | 6  | 52,52 | 9  | 88,85  |
| 10   | Alison Schumacher   | 127,06      | 10 | 47,51 | 10 | 79,55  |
| 11   | Jenny Shyu          | 113,04      | 11 | 40,24 | 11 | 72,80  |

### Pary sportowe
| Poz. | Zawodnicy                                | Nota łączna | SP  | SP    | FS  | FS     |
| ---- | ---------------------------------------- | ----------- | --- | ----- | --- | ------ |
| 1    | Riku Miura / Ryuichi Kihara              | 204,06      | 1   | 72,32 | 1   | 131,74 |
| 2    | Vanessa James / Eric Radford             | 184,01      | 2   | 68,29 | 2   | 115,72 |
| 3    | Ashley Cain-Gribble / Timothy LeDuc      | 170,64      | 3   | 59,58 | 5   | 111,06 |
| 4    | Deanna Stellato-Dudek / Maxime Deschamps | 169,91      | 4   | 57,83 | 3   | 112,08 |
| 5    | Katie McBeath / Nathan Bartholomay       | 168,61      | 5   | 56,60 | 4   | 112,01 |
| 6    | Jessica Pfund / Joshua Santillan         | 146,83      | 6   | 53,39 | 6   | 93,44  |
| 7    | Lori-Ann Matte / Thierry Ferland         | 140,44      | 7   | 51,17 | 7   | 89,27  |
| WD   | Chloe Choinard / Livio Mayr              | DNS         | DNS | DNS   | DNS | DNS    |

### Pary taneczne
| Poz. | Zawodnicy                                       | Nota łączna | RD | RD    | FD | FD     |
| ---- | ----------------------------------------------- | ----------- | -- | ----- | -- | ------ |
| 1    | Piper Gilles / Paul Poirier                     | 208,97      | 1  | 83,35 | 1  | 125,62 |
| 2    | Olivia Smart / Adrián Díaz                      | 191,31      | 2  | 75,20 | 2  | 116,11 |
| 3    | Caroline Green / Michael Parsons                | 188,43      | 3  | 73,93 | 3  | 114,50 |
| 4    | Marjorie Lajoie / Zachary Lagha                 | 181,74      | 4  | 71,27 | 4  | 110,47 |
| 5    | Carolane Soucisse / Shane Firus                 | 166,61      | 5  | 65,11 | 5  | 101,50 |
| 6    | Haley Sales / Nikolas Wamsteeke                 | 155,89      | 6  | 59,91 | 6  | 95,98  |
| 7    | Charlotte Lafond-Fournier / Richard Kang-in Kam | 144,98      | 7  | 58,88 | 7  | 86,10  |